# Lubbesthorpe
Lubbesthorpe – civil parish w Anglii, w Leicestershire, w dystrykcie Blaby. W 2001 civil parish liczyła 69 mieszkańców. Lubbesthorpe jest wspomniana w Domesday Book (1086) jako Lupestorp.
W 2017 roku rozpoczęto budowę wsi targowej (market village) New Lubbesthorpe. Docelowo ma zostać zbudowanych i zasiedlonych 4000 domów. Według danych z 26 sierpnia 2022 zasiedlonych było 651 domów.